# Karl Egon I. zu Fürstenberg

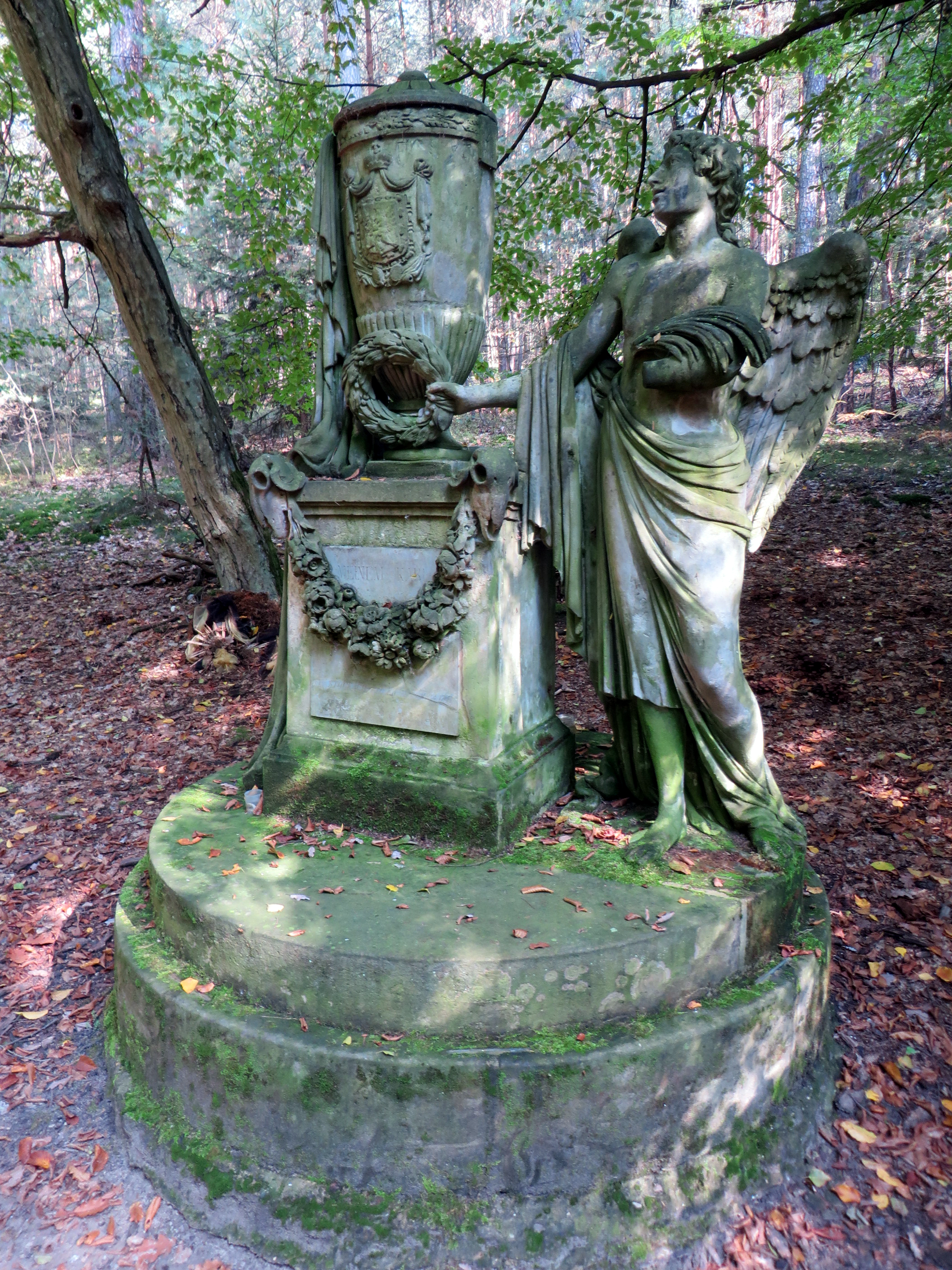
Denkmal für Karl Egon zu Fürstenberg in Lautschin

Fürst Karl Egon I. zu Fürstenberg-Stühlingen (* 7. Mai 1729 in Prag; † 11. Juli 1786 ebenda) war k.k. Staatsmann, Gouverneur von Böhmen und Ritter des Goldenen Vließes.

## Herkunft
Seine Eltern waren der kaiserlicher Prinzipal-Kommissär zu Regensburg des Fürsten Joseph Wilhelm Ernst zu Fürstenberg-Stühlingen (* 12. Januar 1699; † 29. April 1762) und dessen erster Ehefrau Maria Anna von Waldstein-Wartenberg (* 22. Februar 1707; † 12. November 1756). Der Fürst Joseph Wenzel zu Fürstenberg war sein Bruder.

## Leben
Er studiert von 1744 bis 1746 auf der Universität Leipzig. Nach seinem Abschluss kam er in die Ritterakademie nach Turin und bereiste Italien, wo er sich der Archäologie widmete und sein Musik-Talent ausbildete.
Er kehrte 1747 zurück und wurde Geheimsekretär seines Vaters, außerdem nutzte er seine Mittel für eine umfangreiche Sammlung. Im Jahr 1751 kam er als Rat zur Landesregierung in Prag und 1766 kaiserlicher Prinzipal-Kommissär, als welcher er die Visitation des Reichsgerichts zu Wetzlar ausführte. Für seine Tätigkeit erhielt er 1767 den Orden vom Goldenen Vließ. Am 20. Juli 1771 wurde er als Oberstburggraf und Gouverneur nach Böhmen versetzt, wo er erfolgreich wirkte.
Im Jahr 1772 kam er zu einer großen Hungersnot und einhergehender Teuerung. Er half mit eigenen reichen Mitteln, ohne dass der Name des Gebers seiner Zeit bekannt wurde. 1773 begann er auf seinen Besitzungen Schulen einzurichten und führte dort das fortschrittliche Schulsystem nach Felbiger ein. Als 1775 ein Bauernaufstand drohte, konnte er durch Einführung eines neuen Frohngesetzes einen Ausgleich schaffen. 1778 kam es im Bayerischen Erbfolgestreit zum Krieg zwischen Österreich und Preußen. Das Ansteigen der Lebensmittelpreise brachte wieder viele Familien in Not, und der Fürst griff mit eigenem Geld ein. Am 18. August 1782 trat er von den Staatsgeschäften zurück und widmete sich der Verbesserung der Landwirtschaft auf seinen böhmischen Gütern und förderte Kunst und Wissenschaft. Seine Naturalien-Sammlung schenkte er der böhmischen Gesellschaft der Wissenschaften, welche ihn 1784 zum ordentlichen Präsidenten wählte. Er starb bereits im Alter von 57 Jahren und hinterließ eine wertvolle Sammlungen von Handschriften, Kupferstichen und eine kostbare ausgewählte Bibliothek von mehr denn 20.000 Bänden.

## Familie
Fürstenberg heiratete am 25. Juni 1753 die Gräfin Maria Josepha von Sternberg (* 24. Juni 1735; † 16. Januar 1803). Das Paar hatte mehrere Kinder:
- Joseph Maria Wenzel (1754–1759)
- Philipp Nerius Maria (* 21. Oktober 1755; † 5. Juni 1790) ⚭ 1779 Donaueschingen Josepha Johanna Benedikta von Fürstenberg (* 14. November 1756; † 2. Oktober 1809)
- Karl Joseph Aloys (* 26. Juni 1760; † 25. März 1799, gefallen bei Liptingen) ⚭ 1790 Prinzessin Elisabeth Alexandrine von Thurn und Taxis (* 30. November 1767; † 21. Juli 1822)
- Prosper Maria (1735–1735)
- Marie Eleonore (1726–1726)
- Maria Augusta Josepha (* 16. März 1731; † 10. Februar 1770), Äbtissin im Kloster Hradcany
- Marie Henriette Josepha (* 31. März 1732; † 4. Juni 1772) ⚭ 1750 Fürst Alexander Ferdinand von Thurn und Taxis (* 21. März 1704; † 17. März 1773)
- Maria Emanuela Sophie (* 25. Dezember 1733; † 28. März 1776), Nonne in Prag
- Maria Theresia Josepha (* 4. September 1736; † 8. Mai 1774), Nonne in Prag